# Lapuebla de Labarca
Lapuebla de Labarca é um município da Espanha na província de Álava, comunidade autónoma do País Basco, de área 5,99 km² com população de 882 habitantes (2008) e densidade populacional de 142,28 hab/km².

## Demografia
| Variação demográfica do município entre 1991 e 2004 | Variação demográfica do município entre 1991 e 2004 | Variação demográfica do município entre 1991 e 2004 | Variação demográfica do município entre 1991 e 2004 |
| --------------------------------------------------- | --------------------------------------------------- | --------------------------------------------------- | --------------------------------------------------- |
| 1991                                                | 1996                                                | 2001                                                | 2004                                                |
| 814                                                 | 861                                                 | 852                                                 | 848                                                 |